# Chiropsella bart
Chiropsella bart ist eine Art der Würfelquallen (Cubozoa) aus der Familie der Chiropsellidae. Sie gehört zu den wenigen nur schwach giftigen Arten der Würfelquallen.

## Merkmale
Die Meduse erreicht eine Schirmhöhe von etwa 5 cm. Die Mesogloea ist relativ dick und fest mit einem verdickten und festen apikalen Dom und interradialen Pfeilern. Der Apex ist von einer flachen Furche umgeben. Die radialen Furchen sind deutlich ausgebildet. Die exumbrale Oberfläche ist glatt und weist keine mit Nematozysten besetzten Warzen oder Flecken auf.
Die Pedalia sind relativ lang, skalpellartig und verzweigen sich relativ spät in fünf fingerähnliche Strukturen. Diese Strukturen stehen sich an der Längsachse des Pedalium gegenüber. An der Spitze der Finger sitzt je ein Tentakel. Ein Exemplar weist eine Knospe eines sechsten Fingers auf, so dass die Gesamtzahl der Tentakel mit 20 bis 24 angegeben werden kann. Die pedalialen Kanäle sind im Querschnitt abgeflacht mit einem kegelförmigen Divertikulum an ihrer Basis. Am Ende verzweigen sich die Kanäle meist einmal (bifurcat).
Die Rhopaliumgrube ist etwas erhaben über der Oberfläche der Außenseite des Schirms. Sie ist grob hochrechteckig.  Das Rhopalium weist sechs Augen auf, zwei Linsenaugen und zwei Paare von lateralen Pigmentaugen. Der Statolith sitzt unter dem Hauptlinsenauge und nicht hinter dem Auge (wie bei vielen anderen Arten).
Die Velariumkanäle gehen von zwei Hauptkanälen in jedem Oktanten aus und verzweigen sich sehr stark. Die perradialen Lappen sind sehr breit, aber kaum erhaben. Das Frenulum ist eine solide gelatinöse Struktur, die sich auf etwa 3/4 der Länge des Velariums erstreckt.
Die Gastraltaschen bilden relativ solide, bohnenförmige Strukturen, die sich in die subumbrellare Öffnung strecken, nicht hineinhängen. Die Gonaden sind blattförmig und erstrecken sich über die gesamte Schirmhöhe. Interradiale Septen wurden nicht beobachtet. Der Magen ist flach mit sehr kurzen Mesenterien, die nur so lang wie die Phacellae sind. Der Mund ist kreuzförmig mit kurzen, glatten Lippen.
Das Cnidom weist vier Typen von Nematozysten auf: zigarrenförmige mikrobasische p-Mastigophoren (39 bis 45 μm × 8,8 bis 11 μm, große ballförmige p-Rhopaloide (21 bis 26 μm × 12,7 bis 14,4 μm, kleine, ovale Isorhizen (9 bis 9,5 μm × 6,9 bis 7,7 μm und kleine stabförmige Isorhizen (13,2 bis 14,2 μm × 6,5 bis 7,3).

## Geographische Verbreitung und Lebensraum
Die Art ist bisher nur vom östlichen  Arnhemland entlang des Golfes von Carpentaria bekannt geworden. Im Gegensatz zu anderen Würfelquallen (z. B. Chironex fleckeri) kommt die Art in der sog. „sicheren“ Zeit (i. e. der lokalen Trockenzeit) von Juni bis Juli.

## Giftwirkung
Stiche von Chiropsella bart resultieren nur in einem Jucken oder leichten Brennen auf der Haut, das meist weniger als zwei Stunden anhält. Es ist bisher die harmloseste Art der Ordnung Chirodropida, die ansonsten meist sehr giftige Arten enthält.

## Systematik
Die Art ist nach Prof. Bart Currie (Menzies School of Health Research, Darwin, Northern Territory) benannt, der viele Beiträge zu medizinischen Aspekten der Würfelquallen beitrug. Er erkannte zusammen mit einigen anderen Autoren als erster die neue Art, die er aber nur in offener Nomenklatur beschrieb. Der Artname wird als Hauptwort in Apposition gebraucht.

## Belege